# Saté (condiment)
Pour les articles homonymes, voir Sate et Sauce shacha.

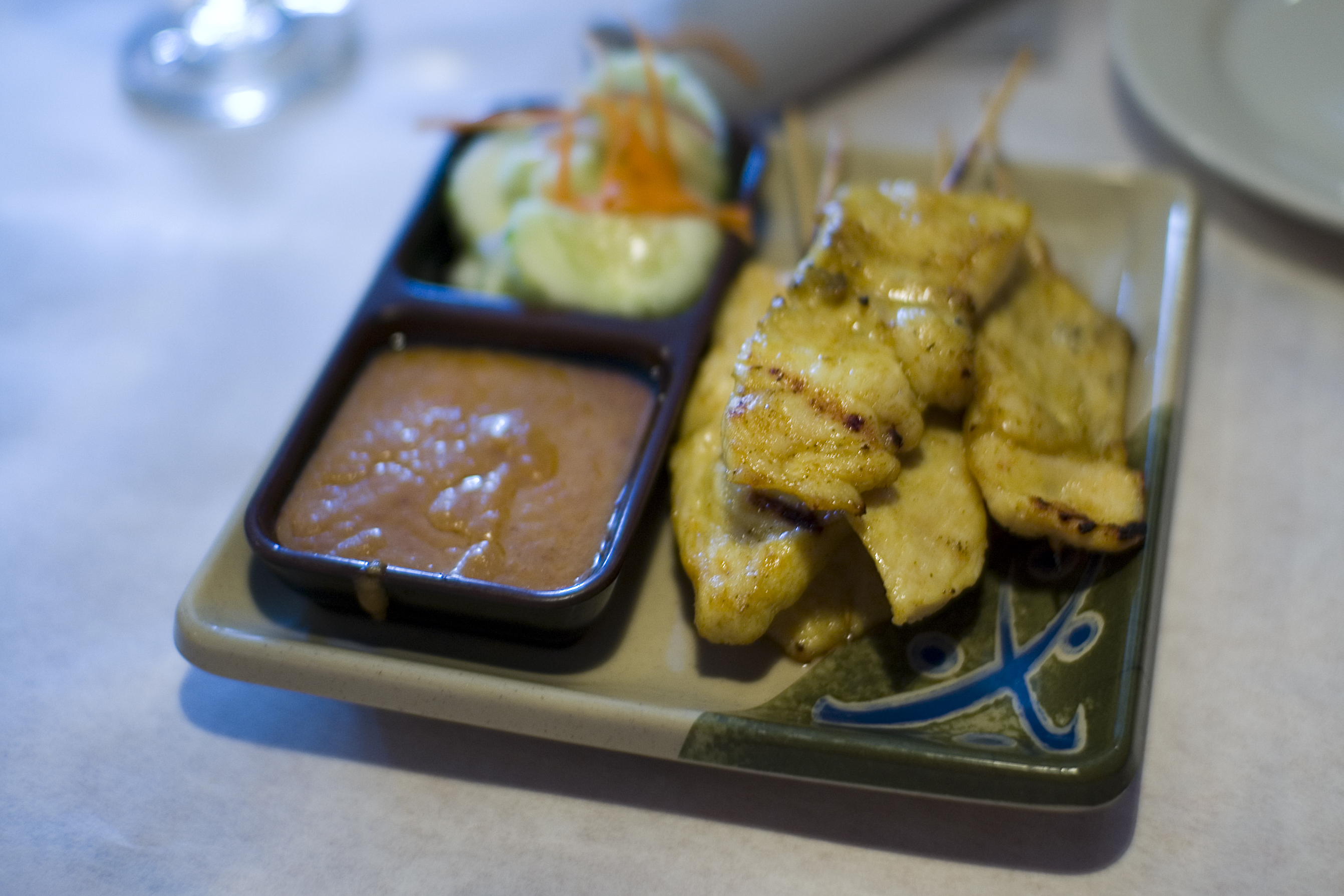
Sate de poulet avec sa sauce aux cacahuètes.

Le saté est un condiment d'Asie du Sud-Est. On le retrouve parfois sous les noms suivants : sauce aux cacahuètes, sauce saté, bumbu kacang en indonésien. Il se présente sous forme de poudre, d'une pâte ou d'une sauce plus ou moins liquide. Il est composé de cacahuètes, de piments, d'oignons, de tomate et de broyat de crevettes. Il est couramment utilisé dans les cuisines d'Asie du Sud-Est, de Chine, du Suriname et d'Afrique. Il est aussi employé dans une moindre mesure dans les cuisines d'Europe (en particulier néerlandaise) et du Moyen-Orient.
La sauce aux cacahuètes s'accorde bien avec le poulet, la viande et les légumes. Elle est souvent utilisée pour donner de la saveur aux brochettes de viande grillées telles que les sate, pour dresser des salades comme le gado-gado ou comme trempette pour les rouleaux de printemps. Elle permet aussi de préparer des plats en sauces, comme le bœuf au saté.

## Ingrédients
Le principal ingrédient est la cacahuète grillée moulue. Il existe différentes recettes, dont la saveur, la texture et la consistance varient. Une recette typique contient habituellement des cacahuètes grillées moulues ou du beurre de cacahuètes (crémeux ou croquant), du lait de coco, de la sauce de soja (ou de poisson), du tamarin, du galanga, de l'ail et des épices (coriandre, cumin, etc.). On trouve aussi du piment, du sucre, du lait, des oignons frits, de la citronnelle. La texture et la consistance (fluide ou épaisse) dépendent de la quantité d'eau ajoutée. En Indonésie, l'utilisation du sucre de palme (gula jawa), du gingembre, du jus de citron, de la sauce de soja sucrée (kecap manis), pilés ensemble, permet d'aboutir à une sauce sophistiquée, équilibre délicat entre le goût sucré, épicé et acide des différents ingrédients. La sauce de cacahuètes indonésienne est généralement moins sucrée que la version thaï.
Dans les pays occidentaux où l'on peut facilement se procurer du beurre de cacahuètes, ce dernier est souvent utilisé comme ingrédient de substitution. Toutefois, la texture du beurre de cacahuètes est très crémeuse et molle. Pour gagner en authenticité, certaines recettes recommandent de préparer les cacahuètes grillées moulues à partir de zéro, en utilisant un mortier traditionnel en pierre pour les moudre et obtenir la texture, le grain et la saveur terreuse d'une bonne sauce de cacahuètes. On trouve aussi des sauces toutes prêtes dans le commerce.

## Utilisation

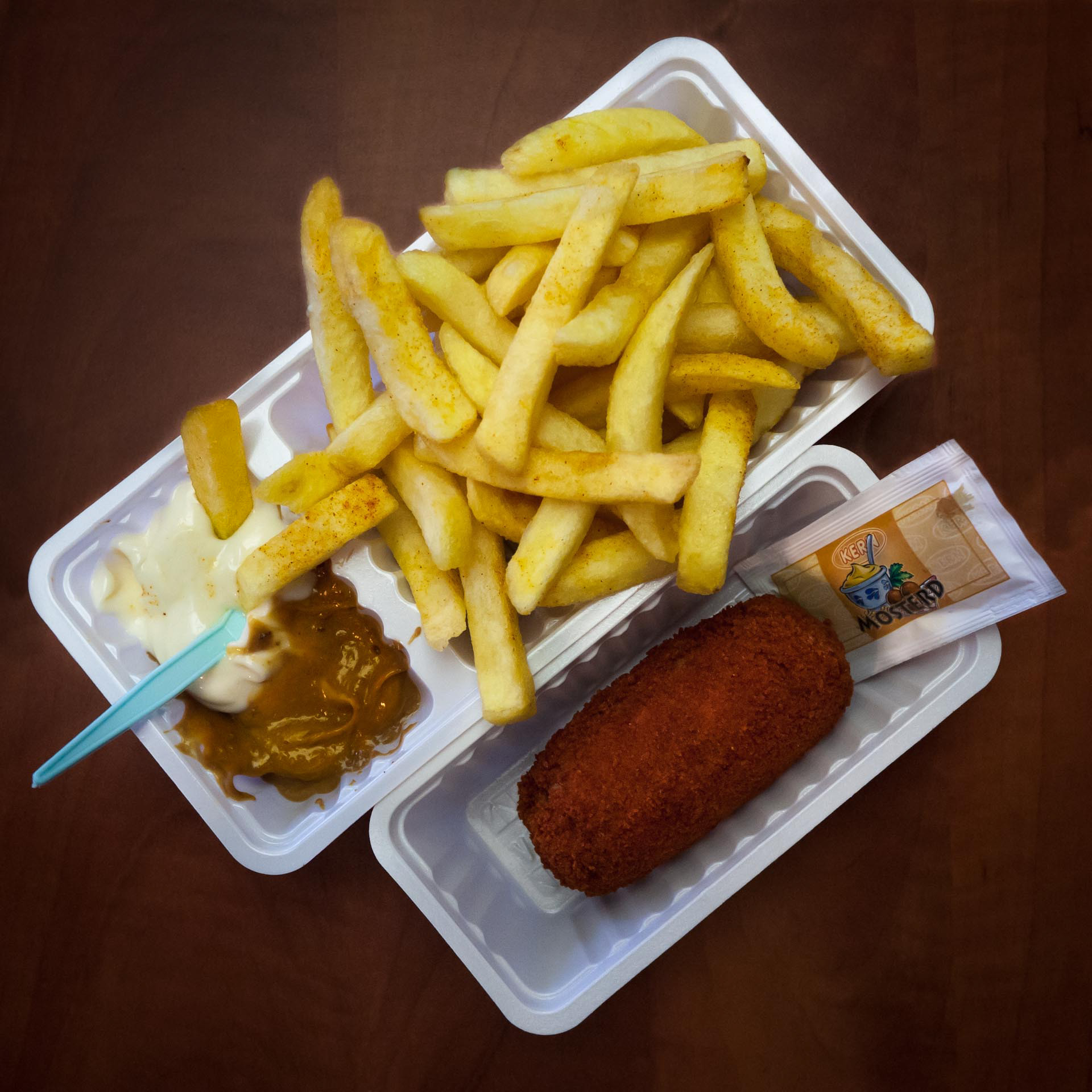
Patat oorlog, des frites servies avec de la sauce de cacahuètes et de la mayonnaise.

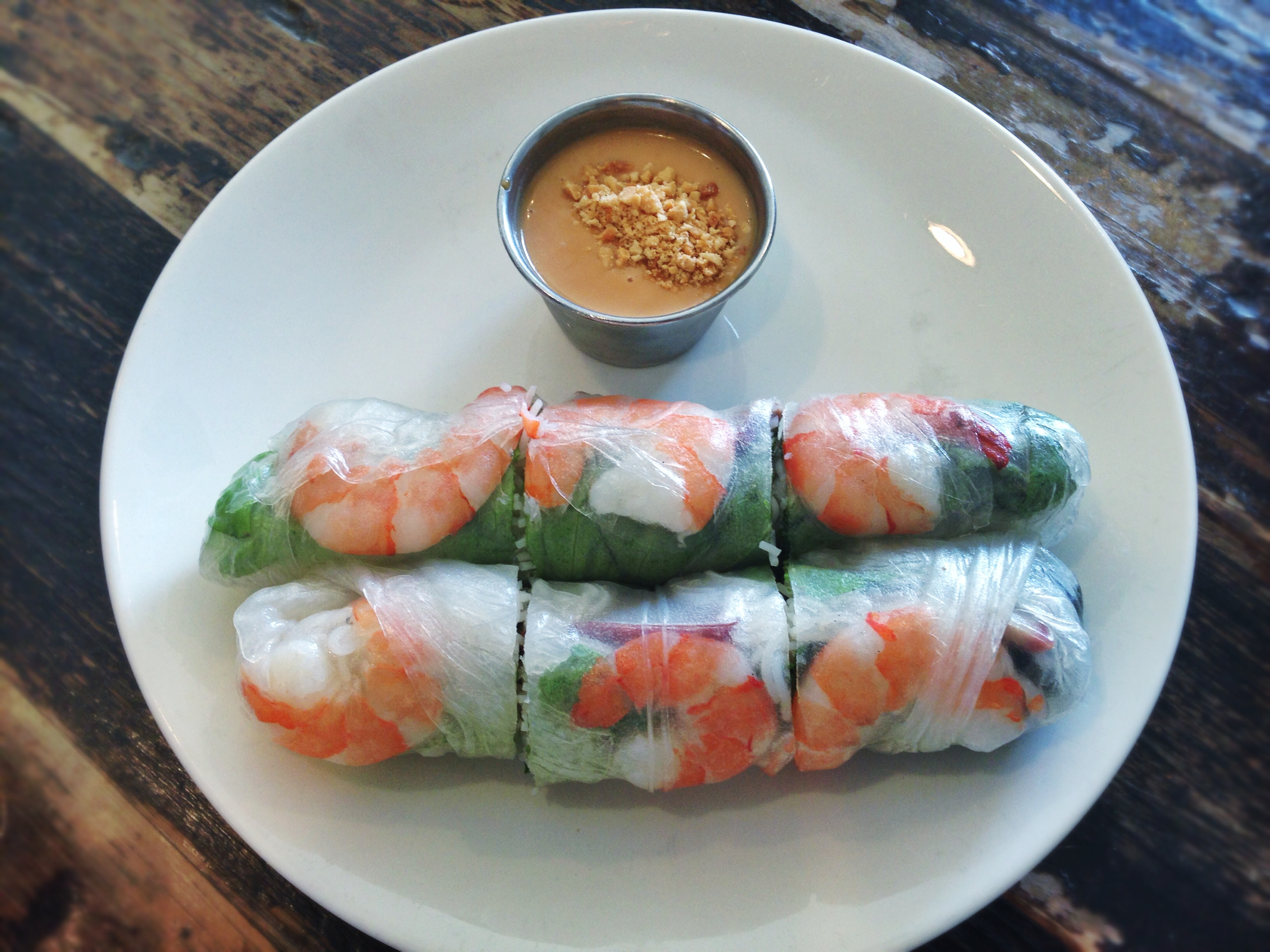
Rouleaux de printemps avec de la sauce de cacahuètes.

Apportées du Mexique par les marchands portugais et espagnols au XVIe siècle, les cacahuètes sont devenues un ingrédient courant de la cuisine indonésienne. Elles ont prospéré sous le climat tropical de l'Asie du Sud-Est, et, de nos jours, on les retrouve grillées et hachées finement, saupoudrées sur de nombreux plats et dans de nombreuses marinades et trempettes. 
Une des principales caractéristiques de la cuisine indonésienne est l'utilisation du bumbu kacang dans une variété de plats typiques de l'Indonésie, tels que les sate, le gado-gado, le karedok, le ketoprak, l'asinan ou le pecel. Il est généralement ajouté aux ingrédients principaux pendant la cuisson pour ajouter de la saveur, utilisé en tant que trempette comme le sambal kacang (un mélange de piments écrasés et de cacahuètes frites) avec l'otak-otak ou avec du riz gluant (ketan).
Grâce à ses anciennes possessions en Asie du Sud-Est, la sauce de cacahuètes est devenue un accompagnement ordinaire aux Pays-Bas.[pas clair] En plus d'être utilisé dans certains plats traditionnels indonésiens et néerlando-indonésiens, elle suivit sa propre route dans la cuisine néerlandaise ; elle peut être consommée, par exemple, dans un barbecue occidental ou avec des frites. Une combinaison populaire de la restauration rapide consiste à associer les frites avec une mayonnaise et une sauce de cacahuètes (souvent accompagnée d'oignon cru émincé) : c'est le patat oorlog (litt. « guerre des frites »).
La sauce de cacahuètes est aussi consommée avec de la baguette, des concombres et des pommes de terre. Elle accompagne souvent un encas frit appelé satekroket, une croquette de ragoût épicé lié avec de la farine, inspiré par le sate indonésien.
Dans la cuisine chinoise, la sauce est souvent servie avec de la viande grillée. Elle est aussi utilisée dans la fondue chinoise ou les nouilles dan dan. À Singapour, la sauce de cacahuètes est aussi servie avec des vermicelles de riz dans un plat appelé satay bee hoon. Au Viêt Nam, cette sauce est appelée tương đậu phộng et est utilisée pour accompagner les rouleaux de printemps (cuốn diếp).